# خانه دربندی
خانه دربندی مربوط به دوره قاجار است و در قزوین، خیابان مولوی، کوچه مسجد سبز، کوچه قائمی، بن‌بست کاتبی واقع شده و این اثر در تاریخ ۲۵ اسفند ۱۳۷۹ با شمارهٔ ثبت ۳۶۷۳ به‌عنوان یکی از آثار ملی ایران به ثبت رسیده است.